# 斯瓦米纳拉扬派

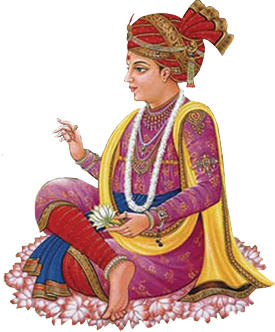
创建者斯瓦米纳拉扬

斯瓦米纳拉扬派（Swaminarayan Sampradaya）是印度教毗湿奴教派的一个重要分支，创始人为生活在印度十八世纪晚期的斯瓦米纳拉扬（Svāmīnārāyaṇa，1781年4月3日-1830年6月1日），该教派在世界各地都建有巨大的该教派神庙，其中最有代表性的是位于新德里的无尽宫神庙（Aksharadhāma）。